# Lijst van voetbalinterlands Senegal - Tunesië
Deze lijst van voetbalinterlands is een overzicht van alle officiële voetbalwedstrijden tussen de nationale teams van Senegal en Tunesië. De Afrikaanse landen hebben tot op heden 21 keer tegen elkaar gespeeld. De eerste ontmoeting, een vriendschappelijke wedstrijd, vond plaats op 21 april 1963 in Dakar. Het laatste duel, een halve finale van de Afrika Cup 2019, werd gespeeld in Caïro (Egypte) op 14 juli 2019.

## Wedstrijden
| №  | Plaats      | Datum            | Competitie                   | Wedstrijd         | Uitslag |
| -- | ----------- | ---------------- | ---------------------------- | ----------------- | ------- |
| 1  | Dakar       | 21 april 1963    | Vriendschappelijk            | Senegal − Tunesië | 1 − 1   |
| 2  | Radès       | 14 november 1965 | Afrika Cup 1965              | Tunesië − Senegal | 0 − 0   |
| 3  | Tunis       | 26 december 1979 | Vriendschappelijk            | Tunesië − Senegal | 3 − 1   |
| 4  | Dakar       | 5 april 1980     | Vriendschappelijk            | Senegal − Tunesië | 0 − 2   |
| 5  | Tunis       | 12 april 1981    | Afrika Cup 1982 kwalificatie | Tunesië − Senegal | 1 − 0   |
| 6  | Dakar       | 26 april 1981    | Afrika Cup 1982 kwalificatie | Senegal − Tunesië | 0 − 0   |
| 7  | Nairobi     | 8 augustus 1987  | Afrikaanse Spelen 1987       | Tunesië − Senegal | 0 − 1   |
| 8  | Dakar       | 16 juli 1989     | Afrika Cup 1990 kwalificatie | Senegal − Tunesië | 3 − 0   |
| 9  | Radès       | 30 juli 1989     | Afrika Cup 1990 kwalificatie | Tunesië − Senegal | 0 − 1   |
| 10 | Ziguinchor  | 7 januari 1995   | Afrika Cup 1996 kwalificatie | Senegal − Tunesië | 0 − 0   |
| 11 | Radès       | 15 juli 1995     | Afrika Cup 1996 kwalificatie | Tunesië − Senegal | 4 − 0   |
| 12 | Radès       | 26 mei 1996      | Vriendschappelijk            | Tunesië − Senegal | 2 − 0   |
| 13 | Radès       | 22 juni 2000     | Vriendschappelijk            | Tunesië − Senegal | 4 − 1   |
| 14 | Kayes       | 31 januari 2002  | Afrika Cup 2002              | Senegal − Tunesië | 0 − 0   |
| 15 | Radès       | 30 april 2003    | Vriendschappelijk            | Tunesië − Senegal | 1 − 0   |
| 16 | Radès       | 7 februari 2004  | Afrika Cup 2004              | Tunesië − Senegal | 1 − 0   |
| 17 | Tamale      | 23 januari 2008  | Afrika Cup 2008              | Tunesië − Senegal | 2 − 2   |
| 18 | Dakar       | 10 oktober 2014  | Afrika Cup 2015 kwalificatie | Senegal − Tunesië | 0 − 0   |
| 19 | Monastir    | 15 oktober 2014  | Afrika Cup 2015 kwalificatie | Tunesië − Senegal | 1 − 0   |
| 20 | Franceville | 15 januari 2017  | Afrika Cup 2017              | Tunesië − Senegal | 0 − 2   |
| 21 | Caïro       | 14 juli 2019     | Afrika Cup 2019              | Senegal − Tunesië | 1 − 0   |

## Samenvatting
| Competitie              | Totaal gespeeld | Winst Senegal | Gelijk | Winst Tunesië | Doelsaldo Senegal – Tunesië |
| ----------------------- | --------------- | ------------- | ------ | ------------- | --------------------------- |
| Afrika Cup              | 6               | 2             | 3      | 1             | 5 − 3                       |
| Afrika Cup-kwalificatie | 8               | 2             | 3      | 3             | 4 − 6                       |
| Afrikaanse Spelen       | 1               | 1             | 0      | 0             | 1 − 0                       |
| Vriendschappelijk       | 6               | 0             | 1      | 5             | 3 − 13                      |
| Totaal                  | 21              | 5             | 7      | 9             | 13 − 22                     |

## Details

### Twintigste ontmoeting
| Afrika Cup 2017 (Franceville, Gabon, 15 januari 2017): |       |                                         |
| Tunesië                                                | 0 – 2 | Senegal                                 |
|                                                        | goals | 10' (pen.) Sadio Mané 29' Serigne Mbodj |

FSF · 
A-internationals · 
Bondscoaches · Selecties · Senegalees vrouwenelftal · 
Olympisch elftal
1960 – 1969 · 
1970 – 1979 · 
1980 – 1989 · 
1990 – 1999 · 
2000 – 2009 · 
2010 – 2019 · 
2020 – 2029
WK 2002 · 
WK 2018 ·
WK 2022
OS 2012
1959 · 
1960 · 
1961 · 
1962 · 
1963 · 
1964 · 
1965 · 
1966 · 
1967 · 
1968 · 
1969 · 
1970 · 
1971 · 
1972 · 
1973 · 
1974 · 
1975 · 
1976 · 
1977 · 
1978 · 
1979 · 
1980 · 
1981 · 
1982 · 
1983 · 
1984 · 
1985 · 
1986 · 
1987 · 
1988 · 
1989 · 
1990 · 
1991 · 
1992 · 
1993 · 
1994 · 
1995 · 
1996 · 
1997 · 
1998 · 
1999 · 
2000 · 
2001 · 
2002 · 
2003 · 
2004 · 
2005 · 
2006 · 
2007 · 
2008 · 
2009 · 
2010 · 
2011 · 
2012 · 
2013 · 
2014 ·
2015 ·
2016 ·
2017 ·
2018 ·
2019 ·
2020 ·
2021 ·
2022 ·
2023
Algerije ·
Angola ·
Benin ·
Bolivia ·
Bosnië en Herzegovina ·
Botswana ·
Brazilië ·
Burkina Faso ·
Burundi ·
Centraal-Afrikaanse Republiek ·
Chili ·
China ·
Colombia · 
Congo-Brazzaville ·
Congo-Kinshasa ·
Denemarken ·
Ecuador ·
Egypte ·
Engeland ·
Equatoriaal-Guinea ·
Eritrea ·
Ethiopië ·
Frankrijk ·
Gabon ·
Gambia ·
Ghana ·
Griekenland ·
Guinee ·
Guinee-Bissau ·
Indonesië ·
Iran ·
Ivoorkust ·
Japan ·
Kaapverdië ·
Kameroen ·
Kenia ·
Kosovo ·
Kroatië · 
Lesotho ·
Liberia ·
Libië ·
Luxemburg ·
Madagaskar ·
Malawi ·
Maleisië ·
Mali ·
Marokko ·
Mauritanië ·
Mauritius ·
Mexico ·
Mozambique ·
Namibië ·
Nederland ·
Niger ·
Nigeria ·
Noorwegen ·
Oeganda ·
Oezbekistan ·
Oman ·
Polen ·
Qatar ·
Rwanda ·
Saoedi-Arabië ·
Sierra Leone ·
Soedan ·
Swaziland ·
Tanzania ·
Togo ·
Tunesië ·
Turkije ·
Uruguay ·
Verenigde Arabische Emiraten ·
Zambia ·
Zimbabwe ·
Zuid-Afrika ·
Zuid-Korea ·
Zuid-Soedan ·
Zweden
Algerije (2019, 2) ·
Colombia (2018) ·
Denemarken (2002) ·
Engeland (2022) ·
Frankrijk (2002) ·
Japan (2018) ·
Nederland (2022) ·
Polen (2018) ·
Uruguay (2002)
FTF · A-internationals · Selecties · Bondscoaches · Tunesisch vrouwenelftal · Olympisch elftal · Tunesië U21 · Tunesië U20 · Tunesië U19 · Tunesië U18 · Tunesië U17
1950 – 1959 · 
1960 – 1969 · 
1970 – 1979 · 
1980 – 1989 · 
1990 – 1999 · 
2000 – 2009 · 
2010 – 2019 ·
2020 − 2029
WK 1978 · 
WK 1998 · 
WK 2002 · 
WK 2006 · 
WK 2018
OS 1960 · 
OS 1988 · 
OS 1996 · 
OS 2004
1957 · 
1958 · 
1959 · 
1960 · 
1961 · 
1962 · 
1963 · 
1964 · 
1965 · 
1966 · 
1967 · 
1968 · 
1969 · 
1970 · 
1971 · 
1972 · 
1973 · 
1974 · 
1975 · 
1976 · 
1977 · 
1978 · 
1979 · 
1980 · 
1981 · 
1982 · 
1983 · 
1984 · 
1985 · 
1986 · 
1987 · 
1988 · 
1989 · 
1990 · 
1991 · 
1992 · 
1993 · 
1994 · 
1995 · 
1996 · 
1997 · 
1998 · 
1999 · 
2000 · 
2001 · 
2002 · 
2003 · 
2004 · 
2005 · 
2006 · 
2007 · 
2008 · 
2009 · 
2010 · 
2011 · 
2012 · 
2013 · 
2014 · 
2015 · 
2016 ·
2017 ·
2018 ·
2019 ·
2020 ·
2021 ·
2022 ·
2023 ·
2024
Algerije ·
Angola ·
Argentinië ·
Australië ·
Bahrein ·
België ·
Benin ·
Bosnië en Herzegovina ·
Botswana ·
Brazilië ·
Bulgarije ·
Burkina Faso ·
Burundi ·
Canada ·
Centraal-Afrikaanse Republiek ·
Chili ·
China ·
Colombia ·
Comoren ·
Congo-Brazzaville ·
Congo-Kinshasa ·
Costa Rica ·
Denemarken ·
Djibouti ·
Duitse Democratische Republiek ·
Duitsland ·
Egypte ·
Engeland ·
Equatoriaal-Guinea ·
Ethiopië ·
Finland ·
Frankrijk ·
Gabon ·
Gambia ·
Georgië ·
Ghana ·
Guinee ·
Ierland ·
IJsland ·
Irak ·
Iran ·
Italië ·
Ivoorkust ·
Japan ·
Joegoslavië ·
Jordanië ·
Kaapverdië ·
Kameroen ·
Kenia ·
Koeweit ·
Kroatië ·
Letland ·
Libanon ·
Liberia ·
Libië ·
Madagaskar ·
Malawi ·
Mali ·
Malta ·
Marokko ·
Mauritanië ·
Mauritius ·
Mexico ·
Mozambique ·
Namibië ·
Nederland ·
Nieuw-Zeeland ·
Niger ·
Nigeria ·
Noorwegen ·
Oeganda ·
Oekraïne ·
Oman ·
Oostenrijk ·
Panama ·
Peru ·
Polen ·
Portugal ·
Qatar ·
Roemenië ·
Rusland ·
Rwanda ·
Saoedi-Arabië ·
Sao Tomé en Principe ·
Senegal ·
Servië en Montenegro ·
Seychellen ·
Sierra Leone ·
Slovenië ·
Soedan ·
Somalië ·
Sovjet-Unie ·
Spanje ·
Swaziland ·
Syrië ·
Tanzania ·
Togo ·
Tsjaad ·
Turkije ·
Uruguay ·
Verenigde Arabische Emiraten ·
Verenigde Staten ·
Wales ·
Wit-Rusland ·
Zambia ·
Zimbabwe ·
Zuid-Afrika ·
Zuid-Jemen ·
Zuid-Korea ·
Zweden ·
Zwitserland
België (2018) ·
Engeland (2018) ·
Oekraïne (2006) ·
Panama (2018) ·
Saoedi-Arabië (2006) · 
Spanje (2006)